# 告別有情天
《告別有情天》（英語：The Remains of the Day）是一套1993年的英國劇情片，由詹姆士·艾佛利執導，安東尼·鶴健士及愛瑪·湯遜等主演。電影改編自石黑一雄1989年的同名小說，以1930至50年代的英格蘭為背景，描述一間大屋中男管家與女管家之間的感情，籍此帶出英格蘭二戰前後的轉變。
此片於當屆奧斯卡入圍八個獎項，包括最佳男主角、最佳女主角、最佳導演、最佳影片、最佳服裝、最佳原創音樂等，但沒有獲取任何以上獎項。

## 劇情
1930年代的英國，史蒂文斯（安東尼·霍普金斯 飾）是一位貴族的管家，為親德國派的政治家達林頓（詹姆斯·福斯 飾）工作。史蒂文斯良好的工作態度和極高的自我要求，得到達林頓的信賴倚重，史蒂文斯並定下了莊園內男僕役與女僕役不可發生私人感情等規矩。某日，舉目無親的肯頓（艾瑪·湯普遜 飾）來到宅邸應徵工作，一開始，肯頓因史蒂文斯一絲不苟的性格而認為史蒂文斯難以相處，但肯頓日漸了解史蒂文斯是個簡單溫和、恪忠職守的好管家，肯頓並因嫻熟的工作技巧而成為史蒂文斯的得力左右手。
第二次世界大戰期間，納粹陣營要求達林頓與其合作，相關人士頻繁的在宅邸舉行秘密會談及宴會，達林頓的教子（休·葛蘭 飾）對達林頓支持納粹的立場不甚贊同。某日，因人手短缺，史蒂文斯錄取了兩位猶太籍的新進女僕，此事被主人達林頓得知後，達林頓要求史蒂文斯辭退兩位女僕。忠心的史蒂文斯不得不聽從主人的吩咐；但此舉卻引起肯頓的不滿，認為兩位女僕不該因猶太籍而受牽連。
在日久生情之下，史蒂文斯愛上了肯頓，但深知莊園內僕役不可有兒女私情的規定，於是將這份感情深埋在心底。某日，肯頓在休假日與一名舊識男子約會時，男子向肯頓求婚，肯頓答應了。當晚，肯頓被警察護送回莊園，史蒂文斯不發一語，並沒有詢問肯頓被警察護送回來究竟是什麼原因。肯頓對於史蒂文斯的沉默感到不解，反問史蒂文斯為何總是不把內心的話說出口。於此同時，肯頓告知史蒂文斯自己已答應別人的求婚，甚至和對方約會時的談話內容都是史蒂文斯。沒想到這番話只換來史蒂文斯欲言又止的一句「恭喜妳」。史蒂文斯壓抑住內心激動轉身離開。準備嫁到他鄉的肯頓因而離職。
另一方面，戰後英國雖然是戰勝方，卻也因付出了代價而攻擊達林頓，達林頓抑鬱而終。在莊園外，因德國戰敗而瀰漫著一股仇視納粹的輿論，從來不過問主人工作上的事的史蒂文斯，一度因服侍過親納粹的主人而不敢承認自己的身分。美國眾議員路易斯（克里斯多福·李維 飾）買下此莊園，並繼續聘用史蒂文斯。路易斯要求史蒂文斯找一個助手，於是史蒂文斯想起了當年的肯頓。
史蒂文斯隻身前往見已婚的肯頓一面，並向肯頓表示希望她能再回莊園服務，此時離婚的肯頓已是單身身分。肯頓知道史蒂文斯的心意，但以女兒凱瑟琳懷孕為由，拒絕了史蒂文斯的要求。兩人不得不繼續邁向不同的人生。在雨中，史蒂文斯含淚送肯頓上巴士，肯頓鬆開史蒂文斯的手，忍不住多年來壓抑的情感，終於淚如雨下......。

## 演員
- Mr. James Stevens：安東尼·霍普金斯飾
- Miss Sarah "Sally" Kenton：艾瑪·湯普遜飾
- Lord Darlington：詹姆斯·福斯飾
- Congressman Trent Lewis：克里斯多福·李維飾
- Reginald Cardinal：休·葛蘭飾

## 評價
此部電影得到廣泛好評，在知名網站爛番茄有高達97％的評價。影評與觀眾的評論多為：「聰明，優雅。託安東尼·霍普金斯和艾瑪·湯普遜無可挑剔的表演之福，此片成為了一部經典」。知名影評人羅傑·艾伯特稱讚道：「一部體貼、細膩的電影」。《華盛頓郵報》：「集合了安東尼·霍普金斯、艾瑪·湯普遜和詹姆斯·福斯，就知道是一場精彩的演技表現」。

## 獎項
- 第66屆奧斯卡金像獎提名：

最佳影片
最佳導演
最佳改編劇本
最佳男主角
最佳女主角
最佳藝術指導
最佳服裝設計
最佳原創音樂

## 外部連結
- 互联网电影数据库（IMDb）上《告別有情天》的资料（英文）
- 豆瓣电影上《告別有情天》的資料 （简体中文）
- 时光网上《告別有情天》的資料（简体中文）
- AllMovie上《告別有情天》的资料（英文）
- 墨臣艾禾里製片上的《告別有情天（页面存档备份，存于）》
- 爛番茄上《告別有情天》的資料（英文）